# Pseudopentaria mesopotamica
Pseudopentaria mesopotamica es una especie de coleóptero de la familia Scraptiidae.

## Distribución geográfica
Habita en Mesopotamia (Asia).